# Ибатиба
Ибатиба (порт. Ibatiba)  —  муниципалитет в Бразилии, входит в штат Эспириту-Санту. Составная часть мезорегиона Юг штата Эспириту-Санту. Входит в экономико-статистический  микрорегион Алегри. Население составляет 21 909 человек на 2006 год. Занимает площадь 241 км². Плотность населения — 88,00 чел./км².

## История
Город основан 7 ноября 1981 года. 

## География
Климат местности: горный тропический. В соответствии с классификацией Кёппена, климат относится к категории Cwa.